# آلبالویی
آلبالویی رنگ قرمز بسیار تیره  و هم‌رنگ میوهٔ رسیدهٔ آلبالو است. با لاک و الکل بعضی محصولات چوبی (معمولاً مبلمان) را به این رنگ درمی‌آورند.